# Dinastía Qi del Sur
Dinastía Qi del Sur (chino simplificado: 南 齐; chino tradicional: 南 齊; pinyin: Nán Qí) (479-502) fue la segunda de las dinastías del sur de China, seguida por la dinastía Liang. Sus 23 años de historia, la dinastía estuvo marcada por la inestabilidad, ya que después de la muerte del emperador Gao y el emperador Wu, el nieto del emperador Wu, Xiao Zhaoye, fue asesinado por su primo Xiao Luan, quien asumió el cargo como Emperador Ming, y procedió a llevar a cabo ejecuciones masivas de los hijos y nietos del Emperador Gao y del Emperador Wu, así como de funcionarios de los que sospechaba que habían conspirado contra él.
La arbitrariedad de estas ejecuciones se vio exacerbada después de que el emperador Ming fuera sucedido por su hijo Xiao Baojuan, cuyas acciones provocaron múltiples rebeliones, la última de las cuales, llevada a cabo por el general Xiao Yan, condujo a la caída y sucesión de la dinastía por la dinastía Liang de Xiao Yan.